# Selaginella salazariae
Selaginella salazariae är en mosslummerväxtart som beskrevs av Valdespino. Selaginella salazariae ingår i släktet mosslumrar, och familjen mosslummerväxter. Inga underarter finns listade i Catalogue of Life.